# Югославия (футбольный клуб)
СК «Югославия» (серб. СК Југославија) — бывший сербский и югославский футбольный клуб из города Белград, двукратный чемпион Королевства Югославии и чемпион Сербии.

## История
В 1913 году в Белграде был основан спортивный клуб под названием «Великая Сербия». Однако, в 1914 году, из-за начала Первой мировой войны, клуб фактически прекратил своё существование. После окончания войны и создания Королевства сербов, хорватов и словенцев (КСХС) «Великая Сербия» была восстановлена уже под новым названием — «Югославия». В чемпионате КСХС (а затем и Югославии) команда играла заметную роль и дважды становилась чемпионом страны в 1924 и 1925 годах. В 1941 году, после нападения стран Оси на Югославию, СК «Югославия» был переименован в «СК 1913», в честь года основания. В 1945 году, после окончания Второй мировой войны, новым коммунистическим правительством страны было принято решение о расформировании команды и создании на её основе клуба «Црвена Звезда».

## Принципиальные соперники
Самым принципиальным соперником «Югославии» считался другой белградский клуб БСК. Их противостояние считалось главным футбольным дерби довоенной Югославии. Также главными соперниками «Югославии» в борьбе за чемпионство в Первой лиге считались хорватские клубы: «Граджянски Загреб», ХАШК, «Хайдук» и «Конкордия».

## Названия
- 1913—1919 — «Великая Сербия» (серб. Велика Србија)
- 1919—1941 — «Югославия» (серб. Југославија)
- 1941—1945 — «СК 1913» (серб. СК 1913 Београд)

## Достижения
- Чемпионат Королевства Югославия
  - Чемпион (2): 1924, 1925
  - Вице-чемпион (3): 1926, 1930, 1934/35
- Чемпионат Сербии
  - Чемпион: 1941/42
  - Вице-чемпион (4): 1939/40, 1940/41, 1942/43, 1943/44
- Кубок Королевства Югославия
  - Победитель: 1936
- Олимпийский кубок Сербии
  - Победитель: 1914